# BMW Série 1
O BMW Série 1 é uma linha de automóveis de segmento C fabricados pela BMW desde 2004. É o sucessor do BMW Série 3 Compact e está atualmente em sua terceira geração. Posicionado como o modelo básico na linha de produtos BMW, a primeira geração foi produzida nas carrocerias hatchback, cupê e conversível.
Desde 2014, os modelos cupê e conversível são comercializados separadamente como Série 2, portanto, a linha Série 1 não inclui mais esses estilos de carroceria. Um modelo sedã de quatro portas foi disponibilizado para o mercado chinês em 2017, usando a plataforma de tração dianteira que também é usada como base para o hatchback Série 1 de terceira geração.
Uma versão BMW M de alto desempenho chamada BMW Série 1 M Coupé foi produzida para a primeira geração. Devido à substituição do modelo Coupé Série 1 pelo Série 2, o Série 1 M Coupé foi substituído pelo BMW M2 em 2016.
Para as duas primeiras gerações, a Série 1 usava um layout de tração traseira, enquanto a tração integral foi introduzida como opção desde 2012. Para a terceira geração introduzida em 2019, a Série 1 mudou para um layout de tração dianteira, mantendo a opção de tração integral.

## 1ª geração (E81/E82/E87/E88; 2004)
A primeira geração da Série 1 consiste nos seguintes estilos de carroceria:
- hatchback 3 portas (E81)
- hatchback 5 portas (E87)
- cupê (E82)
- conversível (E88)

Esta geração foi produzida de 2004 a 2013 e às vezes é chamada coletivamente de E8x. O E8x substituiu o Série 3 Compact como modelo básico da linha BMW. Todos os modelos tinham tração traseira, uma configuração rara no segmento de hatchback do mercado. Os motores disponíveis eram turbo-diesel de quatro cilindros, gasolina de quatro cilindros naturalmente aspirada, gasolina de seis cilindros naturalmente aspirada e gasolina turboalimentada de seis cilindros (este último disponível apenas nos modelos cupê e conversível).
O Série 1 M Coupé é movido pelo motor BMW N54 turboalimentado de seis em linha e usa uma transmissão manual de seis velocidades. Foi produzido apenas na carroceria coupé e é considerado o antecessor do BMW M2.

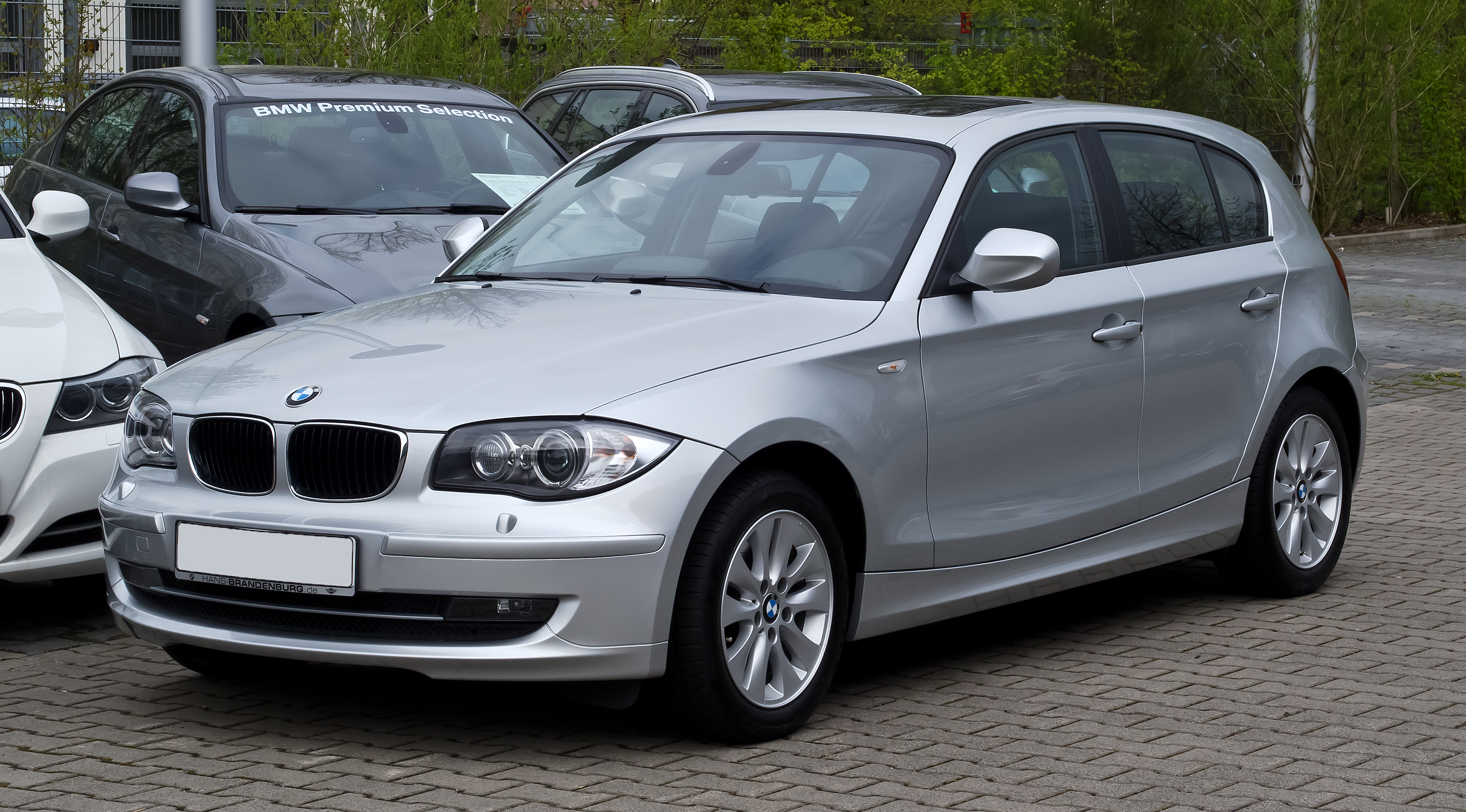
BMW Série 1 (E87)
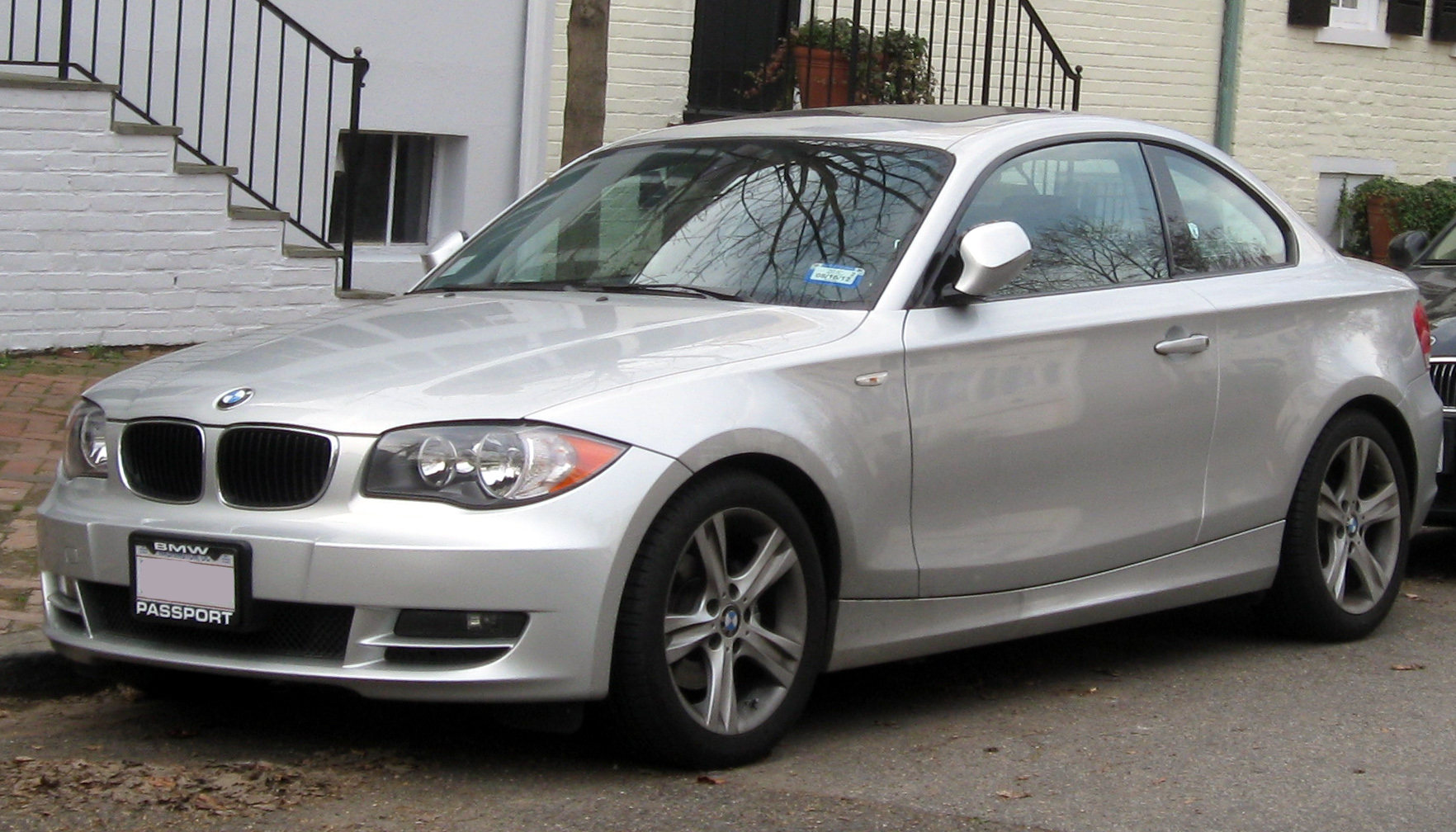
BMW Série 1 Coupé (E82)
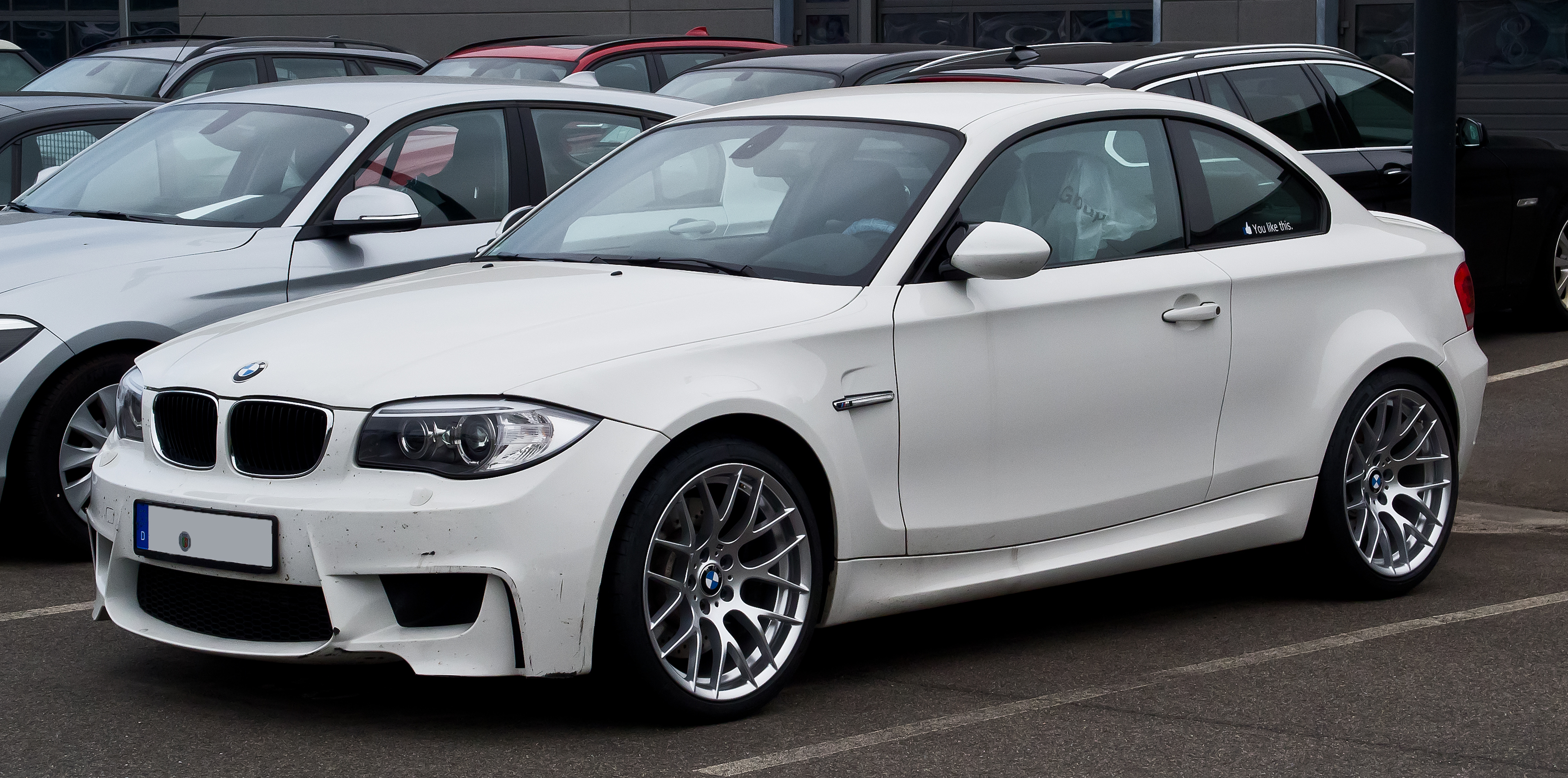
BMW Série 1 M Coupé (E82)
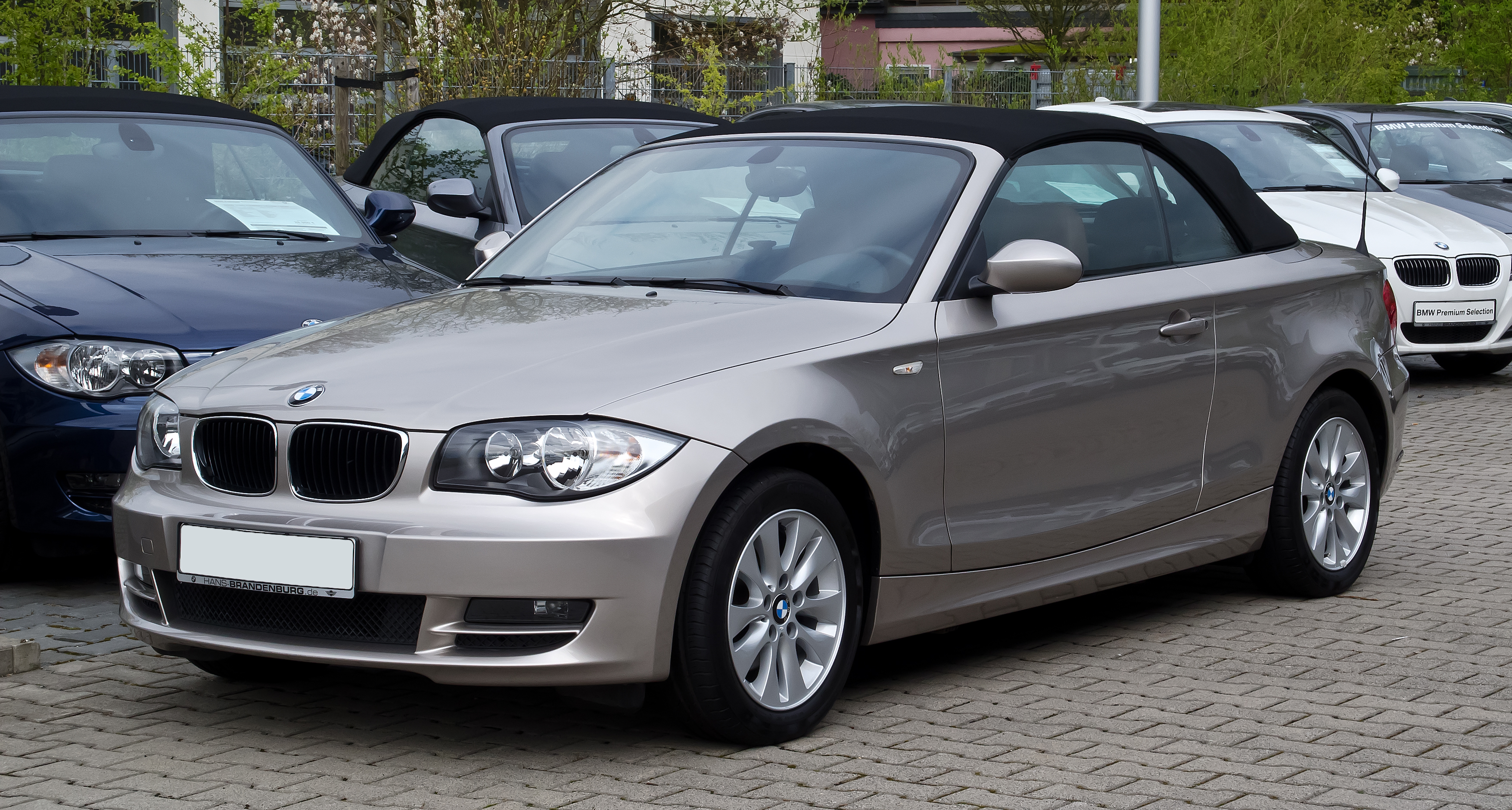
BMW Série 1 Cabriolet (E88)

## 2ª geração (F20/F21; 2011)

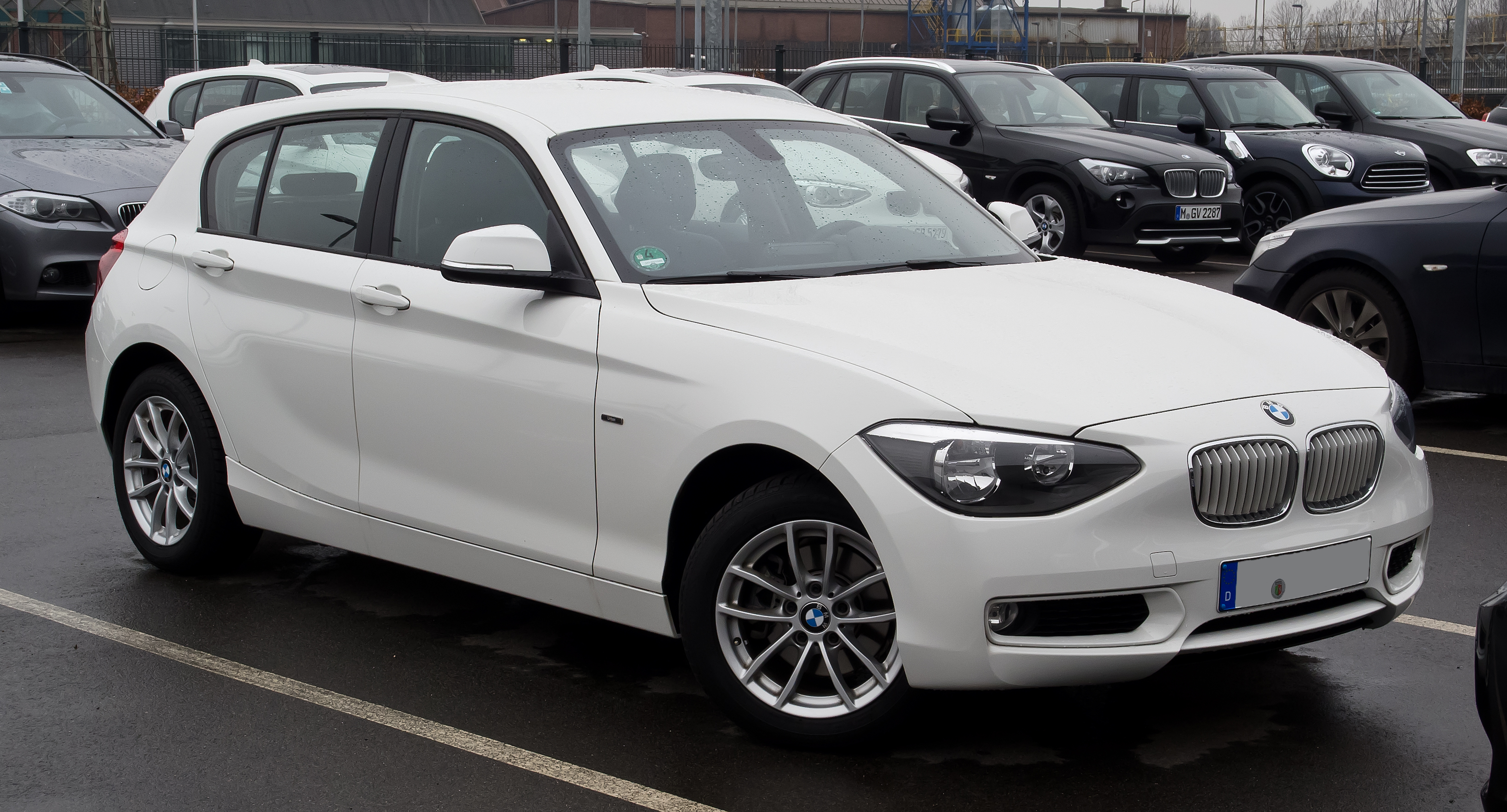
BMW Série 1 (F20)

A segunda geração da Série 1 consiste nos seguintes estilos de carroceria:
- hatchback 5 portas (F20)
- hatchback 3 portas (F21)

A partir desta geração, os modelos cupê e conversível foram comercializados separadamente usando o nome BMW Série 2.
Esta geração foi produzida de 2011 a 2019 e é frequentemente referida coletivamente como F20.
O F20/F21 foi inicialmente movido por motores a gasolina de quatro em linha, a diesel de quatro em linha e a gasolina de seis em linha. Em 2015, foram adicionados à gama de modelos motores a gasolina e diesel de três em linha. Todos os motores são turboalimentados.
Ao contrário da maioria dos hatchbacks concorrentes, o F20/F21 usa tração traseira (em vez de tração dianteira) para a maioria dos modelos. O F20/F21 é o primeiro Série 1 a oferecer tração integral opcional (chamada "xDrive" pela BMW).

## 3ª geração (F40; 2019)

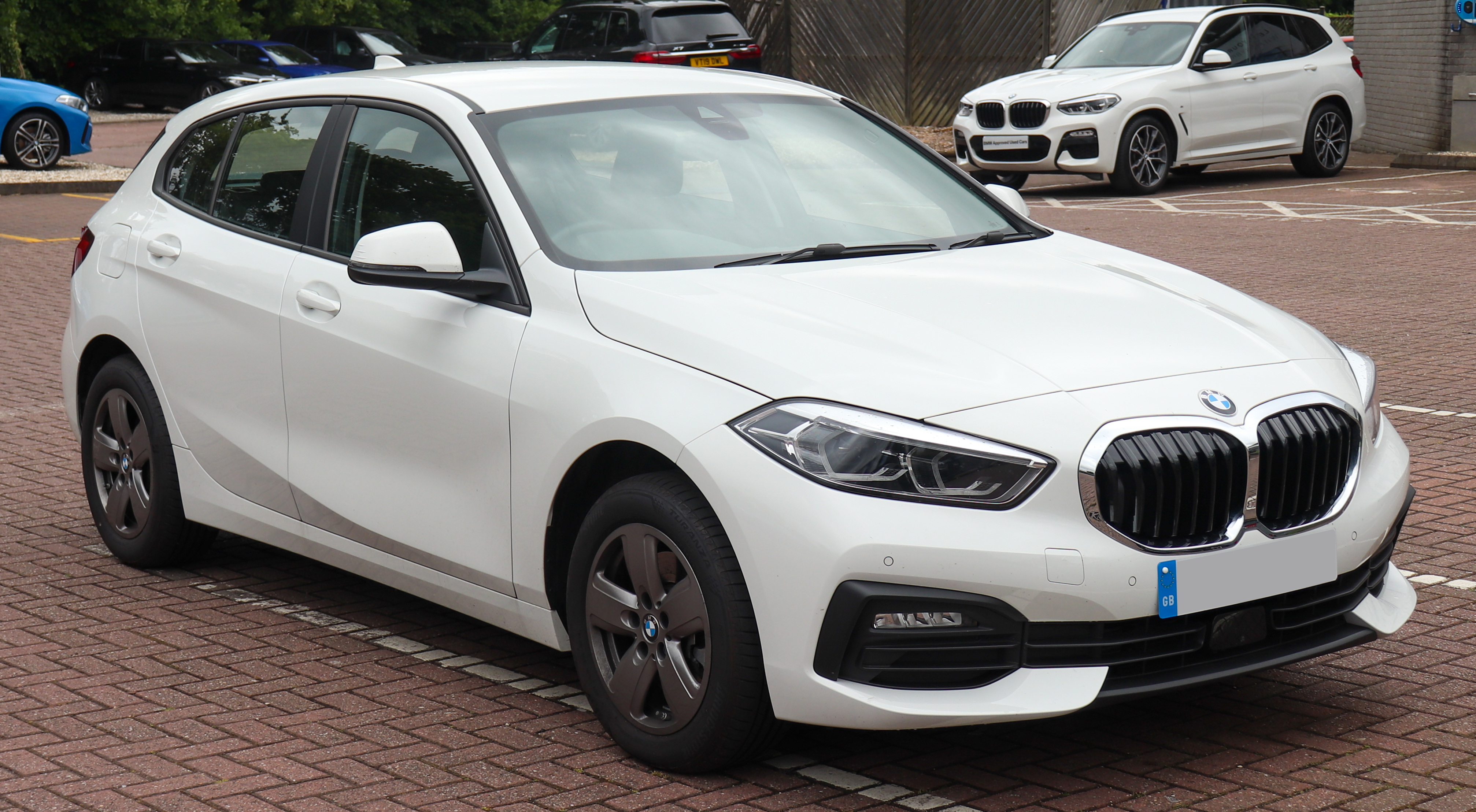
BMW Série 1 (F40)

A terceira geração da Série 1 foi lançada em 2019. Ao contrário da geração anterior Série 1 F20, o Série 1 F40 usa uma configuração de tração dianteira com opção de tração nas quatro rodas e compartilha sua plataforma com o X1 F48, X2 F39, Série 2 Gran Coupé e outros. O Série 1 F40 está disponível apenas como hatchback de 5 portas.

## Sedã do mercado chinês (F52; 2017)

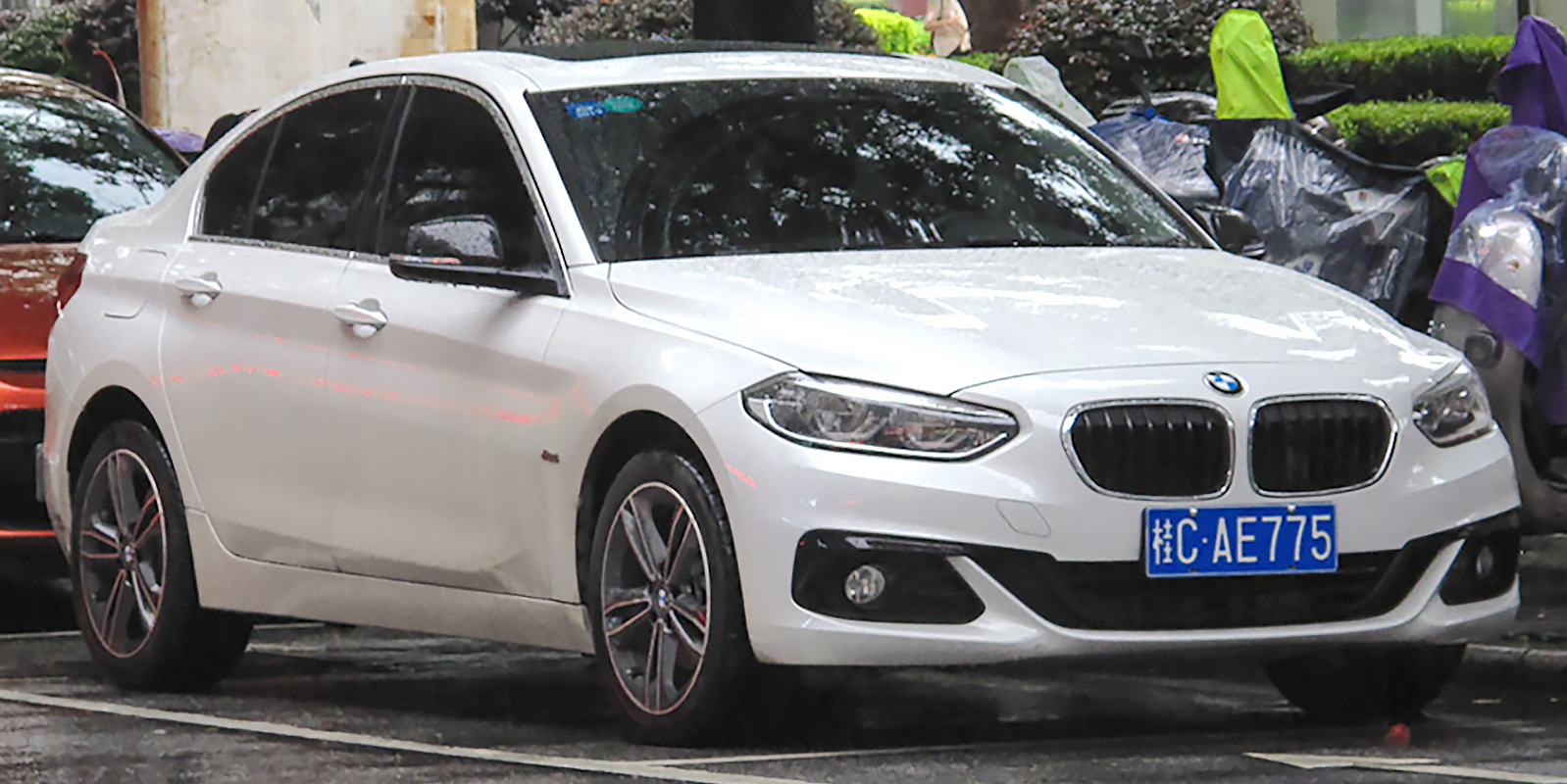
BMW Série 1 sedã (F52)

O Série 1 (F52) é um sedã de quatro portas que iniciou a produção em 2017 na China. O F52 foi produzido especificamente para o mercado chinês pela BMW Brilliance, uma joint venture entre a BMW e a Brilliance Auto. Ao contrário de outros carros BMW Série 1 da época, ele usa a plataforma UKL de tração dianteira. O F52 foi posteriormente vendido no México em 2018.